# Alluaudia humbertii
Alluaudia humbertii ist eine Pflanzenart aus der Gattung Alluaudia in der Familie der Didiereaceae. Das Artepitheton ehrt den französischen Botaniker und Kenner der Flora von Madagaskar Jean-Henri Humbert (1887–1967).

## Beschreibung
Alluaudia humbertii wächst zuerst mit ausgebreiteten Trieben als Strauch und später mit einem schlanken und glatten Stamm und einer dicht verzweigten Krone als 5 bis 6 Meter hoher Baum. Die einzeln stehenden grauen Dornen sind 5 bis 10 Millimeter lang, manchmal auch bis 23 Millimeter lang. Die gewöhnlich paarweise unterhalb der Dornen erscheinenden Blätter sind eiförmig bis verkehrt eiförmig geformt und zeigen mit der Schmalseite nach oben. Sie werden 5 bis 16 Millimeter lang und 5 bis 10 Millimeter breit.
Die Blüten erscheinen in kleinen zymösen Blütenständen. Die männlichen Blüten sind grünlich gefärbt und werden etwa 10 Millimeter im Durchmesser, die weiblichen Blüten sind weiß gefärbt und 4 bis 6 Millimeter im Durchmesser. Die länglichen Früchte sind 5 Millimeter lang. 
Die Chromosomenzahl beträgt {\displaystyle 2n=48}.

## Verbreitung und Systematik
Alluaudia humbertii ist im Süden und Südwesten von Madagaskar auf silikatischen Böden in den Küstenebenen verbreitet.
Die Erstbeschreibung von Alluaudia humbertii erfolgte 1934 durch Pierre Choux (1890–1983).
Ein Synonym der Art ist Alluaudia decaryi hort. ex Jacobsen (1954) (nom. inval., ICBN-Artikel 36.1, 37.1).